# San Pablo Huixtepec
San Pablo Huixtepec är en kommunhuvudort i Mexiko.   Den ligger i kommunen San Pablo Huixtepec och delstaten Oaxaca, i den sydöstra delen av landet, 400 km sydost om huvudstaden Mexico City. San Pablo Huixtepec ligger 1 485 meter över havet och antalet invånare är 8 785.
Terrängen runt San Pablo Huixtepec är kuperad västerut, men österut är den platt. Runt San Pablo Huixtepec är det ganska tätbefolkat, med 96 invånare per kvadratkilometer. Närmaste större samhälle är Villa de Zaachila, 15,0 km norr om San Pablo Huixtepec. Omgivningarna runt San Pablo Huixtepec är en mosaik av jordbruksmark och naturlig växtlighet.